# Catedral de San Bonifacio (Saint-Boniface)
La Catedral de San Bonifacio (en inglés: Saint Boniface Cathedral; en francés: Cathédrale Saint-Boniface) es una basílica católica y la catedral de Saint Boniface, un sector de Winnipeg, en la provincia de Manitoba, Canadá.
Es un edificio importante en Winnipeg, y es la iglesia principal de la arquidiócesis de Saint-Boniface, sirviendo a la parte oriental de la provincia de Manitoba, así como a la comunidad local Francófona de  Manitoba. La basílica se encuentra en el centro de la ciudad en la 190 avenue de la Cathédrale, San Bonifacio.
El 15 de agosto de 1906, Monseñor Louis-Philippe Adélard Langevin dedicadó la catedral, que se convirtió en una de las iglesias más imponentes en el oeste de Canadá. 
El 22 de julio de 1968, la catedral de 1906 fue dañada en un incendio, en el que se perdieron de muchas características iniciales incluyendo el rosetón. Solo la fachada, la sacristía, y las paredes de la antigua iglesia se mantuvieron.
En 1972, una nueva catedral más pequeña, diseñada por Étienne Gaboury y Denis Lussier, se construyó detrás de la fachada de 1906. 